# مركز مغيراء (سكاكا)
مركز مغيراء هو مركز إداري يتبع مدينة سكاكا في منطقة الجوف في المملكة العربية السعودية. وفقاً لإحصاء سنة 2010 بلغ عدد سكان المركز سعودي واحد و58 غير سعودي.

## المصدر
- دليل الخدمات: منطقة الجوف. مصلحة الإحصاءات العامة والمعلومات، المملكة العربية السعودية.